# 朝鲜人民军第5师
朝鲜人民军第5师隶属朝鲜人民军，于1949年8月上旬组建于朝鲜羅南區域，由驻扎于长春中国共产党第四野战军中国人民解放军第164师主体的朝鲜族士兵组成，可追溯至朝鲜义勇军第三支队。曾参与国共内战。1949年5月金光侠和金雄赴中国东北接收朝鲜族部队，率领由21000名朝鲜族组成的第164师和166师回国，分别整编为朝鲜人民军第5师和第6师。该师于1949年7月将部队中非朝鲜族士兵转移至其他部队，并吸收其他部队中的朝鲜族士兵，兵力7500人。第5师师长金昌德。此后该师参与朝鲜战争，1950年11月减员至500人后撤退。

## 参与战役
- 江陵战役
- 浦项战役
- 庆州战役